# Lucio Adrián Ruiz
Lucio Adrián Ruiz (Santa Fe, Argentina, 5 de març de 1965) és un metge i sacerdot catòlic argentí. És secretari del Dicasteri per a la comunicació des del març del 2018.

## Biografia
Va fer els estudis eclesiàstics al Seminari Metropolità Nostra Senyora de Guadalupe de Santa Fe de l'Argentina. Va ser ordenat sacerdot el dia 30 de setembre de 1990, per l'arquebisbe Edgardo Gabriel Storni.
Va estudiar Informàtica a la Universitat Nacional del Litoral de Santa Fe. A Europa va fer un MBA a la Universitat Politècnica de Madrid. Es va llicenciar en Teologia Fonamental i Teologia Dogmàtica a la Pontifícia Universitat de la Santa Cruz de Roma, i va fer una tesi sobre la Teologia de la Comunicació.
Ha fet de rector, delegat de pastoral juvenil i universitària, assessor informàtic de la Conferència Episcopal Argentina, secretari de sistemes del Consell Episcopal Llatinoamericà a Bogotà (Colòmbia) i coordinador tècnic de la Xarxa Informàtica de l'Església a Amèrica Llatina (RIIAL).
Va ser nomenat primer Secretari General de la Secretaria per a la Comunicació. A la Santa Seu també és col·laborador amb la Sagrada Congregació per al Clergat i el Pontifici Consell per a les Comunicacions Socials.
Al mateix temps és assessor de la Xarxa Informàtica de l'Església a Amèrica Llatina (RIIAL), president del Centre de Formació i Desenvolupament Nostra Senyora de Guadalupe per a Amèrica Llatina; professor en la Facultat de Comunicacions de la Pontifícia Universitat de la Santa Creu i professor convidat de Teleformación a la Pontifícia Universitat Gregoriana.
Recentment ha obtingut un Doctorat en Enginyeria Biomèdica per la Universitat Politècnica de Madrid.